# Matthew Miller (portavoz)
Matthew Alan Miller es un funcionario público estadounidense que se ha desempeñado como Portavoz del Departamento de Estado de los Estados Unidos desde 2023. Es un operador de comunicaciones del Partido Demócrata de larga trayectoria y anteriormente trabajó en la Administración Obama y en múltiples campañas presidenciales demócratas.

## Primeros años y educación
Miller hijo de una analista de gestión del U.S. Departamento de Agricultura, y su padre, un pastor. Se graduó con honores de la Universidad de Texas en Austin

## Carrera
Miller ha trabajado para el senador demócrata estadounidense Robert Menéndez, así como para la campaña presidencial de John Kerry de 2004 y la campaña presidencial de Barack Obama de 2012.
Durante la Obama administración, Miller dirigió la Oficina de Asuntos Públicos del Departamento de Justicia de los Estados Unidos en el Departamento de Justicia, y se desempeñó como portavoz del Fiscal General Eric H. Holder Jr. del Departamento de Justicia de los Estados Unidos

## Vida personal
Es hijo de Deborah G. Miller, de New Braunfels (Texas), y Raymond G. Miller, de Santa Cruz (California). Su madre, ahora jubilada, trabajaba como analista de gestión para el Departamento de Agricultura. Miller se casó con su segunda esposa Megan Anne-Maura Bartley en 2010. Su primer matrimonio terminó en divorcio.